# Valentín Carboni
Valentín Carboni (ur. 5 marca 2005 w Buenos Aires) – argentyński piłkarz włoskiego pochodzenia, występujący we francuskim klubie Genoa CFC, do którego jest wypożyczony z Interu Mediolan oraz w reprezentacji Argentyny.

## Kariera[1][2]
| Klub           | Miasto   | Debiut                                         | Sukcesy                  | Mecze w międzynarodowych pucharach  |
| -------------- | -------- | ---------------------------------------------- | ------------------------ | ----------------------------------- |
| Inter Mediolan | Mediolan | 1 października 2022 Inter Mediolan 1:2 AS Roma | - Superpuchar Włoch 2023 | Bayern Monachium 2:0 Inter Mediolan |

## Statystyki

### Klubowe[1][2]
(aktualne na dzień 23 maja 2023)
| Klub           | Sezon   | Liga    | Liga  | Liga   | Puchar krajowy | Puchar krajowy | Kontynentalne | Kontynentalne | Suma  | Suma   |
| Klub           | Sezon   | Liga    | Mecze | Bramki | Mecze          | Bramki         | Mecze         | Bramki        | Mecze | Bramki |
| -------------- | ------- | ------- | ----- | ------ | -------------- | -------------- | ------------- | ------------- | ----- | ------ |
| Inter Mediolan | 2022/23 | Serie A | 5     | 0      | 0              | 0              | 1             | 0             | 6     | 0      |
| Inter Mediolan | Łącznie | Łącznie | 5     | 0      | 0              | 0              | 1             | 0             | 6     | 0      |

### Reprezentacyjne[3]
| Występy i gole w reprezentacji U-20 | Występy i gole w reprezentacji U-20 | Występy i gole w reprezentacji U-20 | Występy i gole w reprezentacji U-20 | Występy i gole w reprezentacji U-20 | Występy i gole w reprezentacji U-20 | Występy i gole w reprezentacji U-20 | Występy i gole w reprezentacji U-20 | Występy i gole w reprezentacji U-20         |
| Lp.                                 | Data                                | Miasto                              | Przeciwnik                          | Wynik                               | Czas                                | Gole                                | Inne                                | Rozgrywki                                   |
| ----------------------------------- | ----------------------------------- | ----------------------------------- | ----------------------------------- | ----------------------------------- | ----------------------------------- | ----------------------------------- | ----------------------------------- | ------------------------------------------- |
| 1.                                  | 4.06.2022                           | Salon-de-Provence                   | Francja U-20                        | 2:6                                 | 46'–90'                             |                                     |                                     | mecz towarzyski                             |
| 2.                                  | 10.06.2022                          | ?                                   | Japonia U-20                        | 3:2                                 | 75'–90'                             |                                     |                                     | mecz towarzyski                             |
| 3.                                  | 11.05.2022                          | Buenos Aires                        | Dominikana U-20                     | 4:0 (2:0)                           | 1'–46'                              | 1                                   |                                     | mecz towarzyski                             |
| 4.                                  | 22.03.2023                          | Santiago del Estero                 | Uzbekistan U-20                     | 2:1 (2:1)                           | 1'–72'                              | 1                                   |                                     | Mistrzostwa Świata U-20 w Piłce Nożnej 2023 |

## Osiągnięcia[4]

### Klubowe
(stan na 23 maja 2023)
- Superpuchar Włoch 2023
- Młodzieżowy Mistrz Włoch 2021/22

### Reprezentacyjne
(stan na 23 maja 2023)
Brak większych osiągnięć.